# Véu parcial

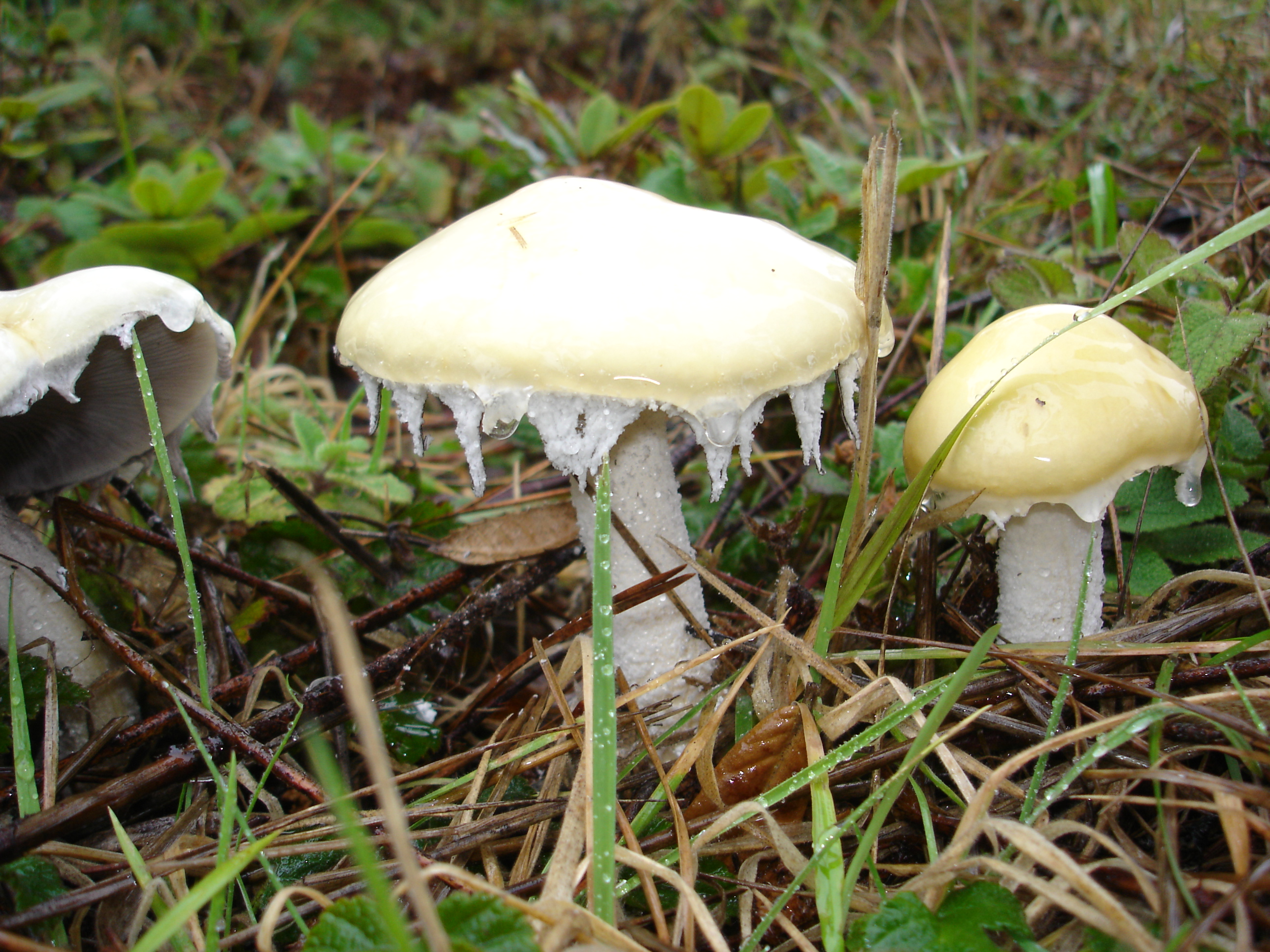
Cogumelo com um véu parcial

Em micologia, véu parcial (também chamado de véu interior, para diferenciá-lo do véu exterior) é uma estrutura tecidual temporária presente nos corpos de frutificação de alguns fungos basidiomicetos, geralmente agáricos. O seu papel consiste em isolar e proteger o desenvolvimento da superfície onde os esporos são produzidos, nas lamelas ou tubos, que se encontra na superfície inferior do píleo (o "chapéu" do cogumelo). Um véu parcial, em contraste com um véu universal, estende-se a partir da superfície da estipe até a extremidade do chapéu. O véu parcial depois se desintegra, uma vez que o corpo de frutificação amadureceu e os esporos estão prontos para a dispersão. Ele pode então dar origem a uma haste de anel, ou fragmentos ligados à extremidade da haste ou tampão. Em alguns cogumelos, tanto um véu parcial como um véu universal podem estar presente.